# Thiais - Orly (metrostation)
Thiais - Orly - Pont de Rungis is een metrostation van de Metro van Parijs langs metrolijn 14 gelegen in de gemeente Thiais.
Het werd geopend op 24 juni 2024 als onderdeel van de zuidelijke verlenging van lijn 14 van Olympiades naar Aéroport d'Orly. Thiais - Orly heeft twee zijperrons gescheiden door de metrosporen. De perrons van lijn 14 liggen op een diepte van 26 meter.
Het station ligt ten zuiden van de RER C-sporen en ten noorden van de Avenue du Docteur-Marie, met een passage naar station Pont-de-Rungis - Aéroport d'Orly. Het metrostation heeft drie ingangen: een noordelijke toegang, met de doorgang naar Pont-de-Rungis - Aéroport d'Orly en aansluiting op RER C, een oostelijke toegang, die leidt naar een groot voorplein, voor intermodaliteit met bussen en zachte verkeersmodi, en een derde toegang in de zuidgevel.
De kunstenaar Lyes Hammadouche ontwierp een artistiek werk voor dit station in samenwerking met de architect Denis Valode.

## Intermodaliteit
Het station wordt bediend door de buslijnen 183, 319, 382 en 396 van het RATP-busnetwerk, buslijn 482 van Seine Grand Orly en 's nachts de buslijnen N22 en N31 van Le Nocticien, een busnet van Transilien. De RER C heeft een halte in het aansluitende station Pont-de-Rungis - Aéroport d'Orly.
Saint-Denis Pleyel · 
Mairie de Saint-Ouen · 
Saint-Ouen · 
Porte de Clichy · 
Pont Cardinet · 
Saint-Lazare · 
Madeleine · 
Pyramides · 
Châtelet · 
Gare de Lyon · 
Bercy · 
Cour Saint-Émilion · 
Bibliothèque François Mitterrand · 
Olympiades · 
Maison Blanche · 
Hôpital Bicêtre · 
Villejuif - Gustave Roussy · 
L'Haÿ-les-Roses · 
Chevilly-Larue · 
Thiais - Orly · 
Aéroport d'Orly